# Victor Hugo Ascarrunz
Victor Hugo Ascarrunz (* 22. Dezember 1960 in Pasadena, Vereinigte Staaten) ist ein ehemaliger bolivianischer Skirennläufer.

## Karriere
Ascarrunz wurde in den Vereinigten Staaten geboren, startete aber ausschließlich für Bolivien. Bei den Olympischen Winterspielen 1980 in Lake Placid teil, die zugleich auch als Weltmeisterschaften zählten, schied er sowohl im Riesenslalom- als auch im Slalomrennen aus. Dies blieb sein einziger Auftritt als Skirennläufer.

## Erfolge

### Olympische Winterspiele
- Lake Placid 1980: DNF Riesenslalom, DNF Slalom

### Weltmeisterschaften
- Lake Placid 1980: DNF Riesenslalom, DNF Slalom